# Drepanosticta annandalei
Drepanosticta annandalei är en trollsländeart som beskrevs av Fraser 1924. Drepanosticta annandalei ingår i släktet Drepanosticta och familjen Platystictidae. Inga underarter finns listade i Catalogue of Life.